# Deutsche Teddy-Stiftung
Die Deutsche Teddy-Stiftung wurde am 28. September 1998 in Bensersiel, Ortsteil der Stadt Esens in Ostfriesland, gegründet. Zweck der gemeinnützigen Stiftung ist die unmittelbare Linderung drohender psychischer Traumata bei Kindern, die von Unfällen, Katastrophen oder ähnlichem betroffen sind oder deren Zeuge wurden, indem diese Kinder einen Teddybären als Trostspender geschenkt bekommen: Kinder in Notlagen sollen einen Teddy erhalten lautet das Motto der Stiftung.

## Geschichte
Die Deutsche Teddy-Stiftung wurde als deutsche Sektion der 1969 in den USA gegründeten Stiftung Good Bears of the World (Gute Bären der Welt) ins Leben gerufen. Stifter in den USA waren der US-amerikanische Rundfunkpionier James Theodore Ownby, und die beiden Briten Colonel Robert Henderson und Schauspieler Peter Bull. Ownby hatte die Stiftung gegründet, nachdem er Peter Bulls Buch Bear with me gelesen hatte, in dem Bull seine Leidenschaft für Teddybären beschrieb und dass er Plüschbären zum Trost an Kinder in Krankenhäusern verschenkte, um deren Einsamkeit zu lindern und um ihnen Liebe zu geben. Zweck von Good Bears of the World ist es, Kindern und älteren Menschen, die Trost bedürfen, über Teddybären Liebe und Zuwendung zukommen zu lassen. Die Stiftung ist noch heute, mittlerweile in mehreren Ländern weltweit, tätig.
Franz Andratzke, ehemaliger Leiter der Polizei-Inspektion Wilhelmshaven – Friesland – Wittmund, wiederum gründete die Deutsche Teddy-Stiftung nach einem persönlichen Schlüsselerlebnis, das ihm zeigte, wie wichtig ein Teddybär für ein Kind bei der Bewältigung eines drohenden seelischen Traumas sein kann. An einem Abend im Oktober 1997 wurde Andratzke zuhause von seiner Dienststelle angerufen. Ihm wurde mitgeteilt, er müsse sofort wegen der scheinbar gescheiterten Entführung eines neunjährigen Mädchens kommen. Kurz bevor der das Haus verließ, gab ihm seine Ehefrau einen Teddy der gemeinsamen Tochter, um ihn dem Mädchen zu geben. Als Andratzke in der Dienststelle erschien, war die Atmosphäre wegen des Vorfalls extrem angespannt. Das Kind und die Eltern standen offensichtlich unter Schock. Andratzke übergab den Teddy an das stumm dasitzend Kind und bemerkte innerhalb kürzester Zeit, wie es sich entspannte und schließlich mittels des Teddys von dem Vorfall berichten konnte. Das machte Andratzke bewusst, wie wichtig ein Plüschtier zur Traumabewältigung bei Kindern ist und er beschloss, die Deutsche Teddy-Stiftung zu gründen. Noch heute ist Andratzke deren Vorsitzender. Die Deutsche Teddy-Stiftung ist seit dem Jahr 2000 Mitglied im Bundesverband Deutscher Stiftungen.

## Der Teddybär
„Unser Bär ist 28 cm groß und trägt bewusst keine Polizeiuniform, keinen Arztkittel oder die Bekleidung eines Rettungssanitäters. Das Kind in seiner Notlage und der Bär als Symbol der Liebe und Zuwendung sollen im Mittelpunkt stehen […] Aus 125 verschiedenen Teddybären haben mehrere hundert Kinder aus niederländischen Kindergärten unseren Bären als den schönsten und ansprechendsten ausgewählt.“

Ein Gutachten bestätigt, dass das Plüschtier frei von Schadstoffen und Allergenen ist und nicht durch Kinderarbeit hergestellt wurde. Jede Lieferung wird deshalb vom TÜV Rheinland daraufhin geprüft. Der Teddy soll demnächst zertifiziert werden.
Im Jahr 2016 untersuchten zwei Polizeischüler der Hochschule der Polizei Rheinland-Pfalz in einer Bachelorarbeit mit dem Titel Projekt Seelentrösterteddy – Krisenintervention bei Kindern im Polizeidienst die psychologische Wirkung eines Teddys auf Kinder und kamen zu dem Schluss, dass das Plüschtier in einer für das Kind außergewöhnlichen Stresssituation als „Brückenbauer“ zwischen dem Kind und den (zum Teil uniformierten) Erwachsenen wirke, indem der Teddy die Kommunikation zwischen Kind und Erwachsenem ermögliche bzw. erleichtere.
Die Stiftung finanziert sich über Spenden, Sponsoring und den Direktverkauf ihres Teddys. Sie stattet Einsatzfahrzeuge von Polizei, Feuerwehr und Rettungsdiensten sowie die Notaufnahmen von Krankenhäusern kostenlos mit Teddybären aus. Seit Stiftungsgründung wurden mehr als 250.000 Teddybären an Kinder in Not verschenkt.
Teddys der Deutschen Teddy-Stiftung kommen in ca. 640 deutschen Standorten, Gemeinden und Landkreisen zum Einsatz. Seit dem Jahr 2000 sind die Teddys mit einem Zettel versehen, auf dem die Kinder gebeten werden, die Umstände zu beschreiben, unter denen sie ihren Teddy erhalten haben, ob sie ihm einen Namen gegeben haben und ob er sie getröstet hat.